# 薩夫奇涅
48°26′1″N 28°36′38″E / 48.43361°N 28.61056°E
薩夫奇涅（烏克蘭語：Савчине），是烏克蘭的村落，位於該國西南部文尼察州，由圖利欽區負責管轄，始建於1700年，面積1.61平方公里，海拔高度235米，2001年人口511，人口密度每平方公里317.39人。